# Кормон, Эжен
Эжен Кормон (фр. Eugène Cormon, настоящее имя Pierre-Étienne Piestre) (5 мая 1811, Лион — март 1903, Париж) — французский драматург, автор большого количества пьес и водевилей, шедших на сценах французских театров; многие его пьесы были переведены на русский язык или переделаны на русский лад и неоднократно ставились в России.

## Биография
С самого начала своей творческой деятельности и до конца друматург использовал псевдоним Кормон – такую фамилию имела его мать до вступления в брак.
Перу Кормона принадлежат приблизительно две сотни драматических произведений, большую часть из которых он написал в соавторстве. С 1859 по 1871 годах он занимал должность директора в Опера де Пари, и для его сцены сочинил множество разных либретто для опер и музыкальных водевилей. К его либретто писали музыку выдающие композиторы: Д. Верди, Ж. Бизе и другие. С 1874 года занимал должность администратора парижского Театра водевилей (фр.).
За свою деятельность 15 августа 1860 года он получил Орден Почётного легиона.
В 1867 году драма Кормона «Филипп Второй, король Испании» (Philippe II, Roi d’Espagne) (написанная им в 1846 году) послужила основой для одного из акта - сцены в Фонтебло - в опере «Дон Карлос».
Эжен Кормон является автором совместно с Мишелем Карре либретто оперы Ж. Бизе «Искатели жемчуга» (1863 г.), причем либретто было написано быстро и не слишком тщательно: в Париже уже было объявлено о премьере, а оба автора все ещё не знали, чем закончить сюжет. Позже они признавались, что не слишком серьёзно отнеслись к этой работе, о чем очень сожалели: когда оба либреттиста приступали к работе, они ещё не знали произведений талантливого композитора и посчитали Жоржа Бизе одним из обычных деятелей на данном поприще, не более того, а потому не слишком старались в сочинении сюжета и «сварганили» его по-быстрому, используя лишь собственные наработанные профессиональные навыки..
Одно из самых значительных произведений Э. Кормона – пятиактная драма «Две сироты» (фр.), созданная совместно с другим французским драматургом А.-Ф. Деннери, поставленная в 1874 году в Théâtre de la Porte Saint-Martin (фр.) и вошедшая в классику французской литературы. В 1927 году спектакль по этой пьесе был поставлен в Москве: постановка называлась «Сёстры Жерар», новую редакцию по пьесе создал В. З. Масс, реж. Н. М. Горчаков и Е. С. Телешева, руководитель постановки Станиславский; одну из главных ролей Генриетты исполняла молодая актриса Ангелина Степанова. Пьеса несколько раз экранизировалась: в 1921 (режиссёр Гриффит), 1933 (режиссёр М. Турнёр), 1942 (режиссёр К. Галлоне), 1965 (режиссёр Р. Фреда).
Однако общее творчество Эжена Кормона не было столь выдающимся, чтобы стать классическим. Тем не менее его произведения занимали большое место в театральной культуре Франции и до сих пор интересны тем, что представляют собой вкусы и требования зрителей его времени. А какие-то из опер по его либретто навсегда вошли в выдающиеся мировые шедевры. Многие из его легких, хотя и не всегда высокого уровня водевилей были переведены на русский язык и ставились на сценах Петербургской и Московской трупп императорских театров России, в них блистали выдающиеся русские артисты.

## Среди пьес
- 1846 — «Филипп Второй, король Испании» (фр. Philippe II, roi d’Espagne) (вошла в состав либретто к опере «Дон Карлос» Д.Верди, 1867).
- 1847 — «Гастибельза» (фр. Gastibelza), в соавторстве с А.-Ф. Деннери, пьеса послужила основой для написания одноименной оперы, композитор Луи-Эме Мейарда (фр.: Louis-Aimé Maillard)
- 1855 — «Театр зуавов» (фр. Théâtre des zouaves), водевиль, совместно с Э. Гранже (фр. Grangé)
- 1856 — «Драгуны Виллара» (фр. Les Dragons de Villars), комическая опера композитора Louis-Aimé Maillard; в соавторстве с Локруа
- 1863 — либретто оперы Ж.Бизе «Искатели жемчуга» (фр. Les Pêcheurs de perles), совместно с Мишелем Карре
- 1866 — либретто комической оперы «Жозе-Мария» (фр. José Maria), в соавторстве с А.Мейлаком (фр. Henri Meilhac)
- 1867 — либретто комической оперы «Робинзон Крузо» (фр. Robinson Crusoé), композитор Ж.Оффенбах; в соавторстве с Э. Кремьё
- 1874 — «Две сироты» (фр. Les Deux Orphelines), совместно с А.-Ф. Деннери

## На русской сцене
Среди его пьес были переведены на русский язык или адаптированы для русской сцены и поставлены в России:

### XIX век
Петербургская драматическая императорская труппа:
Московская драматическая императорская труппа:
- 20 февраля 1842 года в бенефис М. С. Щепкина — «Семейные дела, или С больной головы на здоровую». Вод. в 1 д., совместно с Ж. Шабо де Буэном (Le beau-pere). Пер. с фр. М. К. (в помещении Большого театра)
- 10 сентября 1847 года — «Маскарад в оперном театре, или Проказы женатого» (Un mari qui se derange). Ком. в 2 д., совместно с Э. Гранже. Пер. с фр. А. Н. Андреева (в помещении Большого театра)
- 27 апреля 1859 года в бенефис Е. В. Бороздиной — «Женщины-гвардейцы». Шутка-вод. в 1 д., совместно с П. Гранже и А. Делакуром. Пер. с фр. В. И. Родиславского (в помещении Малого театра)
- 17 октября 1869 года в бенефис К. П. Колосова —  «Чудеса медицины». Оперетта в 1 д. Э. Готье по либретто Э. Кормона и А. Трианона (в помещении Малого театра).

### XX век
Московский Художественный театр:
- 1927 г. – «Две сироты» (под названием «Сестры Жерар»), руководитель постановки К.С.Станиславский (Theatre practitioner)